# Ecce Homo (Uden)
Ecce Homo is een schilderij naar de Zuid-Nederlandse schilder Jheronimus Bosch in het Museum voor Religieuze Kunst in Uden.

## Voorstelling

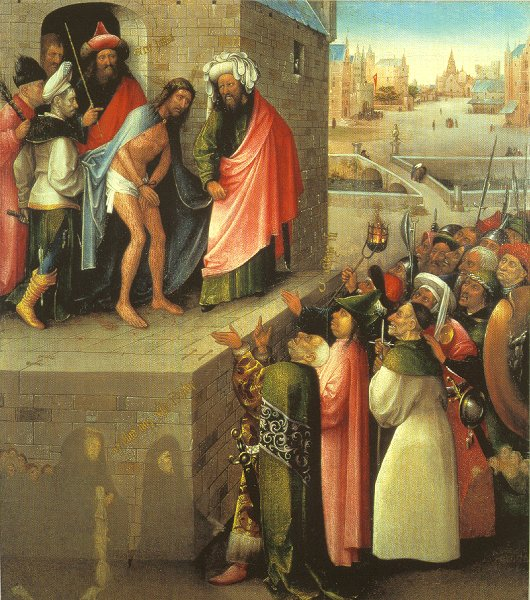
Jheronimus Bosch. Ecce Homo. Ca. 1480-1490. Frankfurt, Städel Museum.

Het stelt het moment voor waarop Christus door Pontius Pilatus aan het Joodse volk wordt getoond (zie Ecce Homo). Het is een zeer getrouwe kopie van Bosch' Ecce Homo in het Städel Museum in Frankfurt. Het werk in Uden is zo nauwkeurig dat men ervan uitgaat dat de kopiist van het origineel gebruik moet hebben gemaakt. Op het origineel staat links- en rechtsonder een familiegroep afgebeeld, die als stichters de opdracht tot het schilderij hebben gegeven. Deze stichtersgroep is op het schilderij in Uden weggelaten. Hierbij verving de kopiist de groep linksonder door een voorstelling van Barabbas, de moordenaar die in de plaats van Jezus vrijgelaten werd.

## Datering
Dendrochronologisch onderzoek heeft aangetoond dat het werk of zijn vroegst omstreeks 1528 ontstaan kan zijn.

## Herkomst
Het Ecce Homo in Uden is waarschijnlijk gemaakt voor het klooster Coudewater in Rosmalen. In 1713 verhuisde dit klooster naar het klooster Maria Refugie in Uden. In 1875 werd het als anoniem, vroeg-16de-eeuws werk verkocht aan het Nederlandsch Museum voor Geschiedenis en Kunst in Den Haag, dat later opging in het Rijksmuseum Amsterdam. In 1973 werd het door het Rijksmuseum in bruikleen gegeven aan het Museum voor Religieuze Kunst in Uden, dat gevestigd is in het klooster Maria Refugie, de vroegere verblijfplaats van het werk.

## Tentoonstellingen
Het Ecce Homo maakte deel uit van de volgende tentoonstelling:
- Jheronimus Bosch, Noordbrabants Museum, 's-Hertogenbosch, 17 september-15 november 1967, cat.nr. 26, p. 110.